# Associazione Calcio Monza 1935-1936
Questa voce raccoglie le informazioni riguardanti l'Associazione Calcio Monza nelle competizioni ufficiali della stagione 1935-1936.

## Stagione
Il fascio monzese nomina quale presidente Giuseppe Viganò, importante esponente delle camicie nere. 
Sono passati 6 anni da quando il Monza assunse quale il primo allenatore Ettore Reynaudi (1929). Sciolta perciò la Commissione Tecnica, viene scelto a condurre i biancorossi Leopoldo Conti. 
Nella sua piena maturazione calcistica Giovanni Arosio realizza 24 reti, dando un importante contributo alla squadra che termina il campionato nelle prime posizioni di classifica.

## Rosa
| N. |                   | Ruolo | Calciatore           |
| -- | ----------------- | ----- | -------------------- |
|    | Italia (bandiera) | A     | Giovanni Arosio      |
|    | Italia (bandiera) | D     | Alessandro Banfi     |
|    | Italia (bandiera) | A     | Luigi Beretta        |
|    | Italia (bandiera) | D     | Giovanni Bolzoni     |
|    | Italia (bandiera) | C     | Ernesto Cattaneo     |
|    | Italia (bandiera) | D     | Enrico Colombo (II)  |
|    | Italia (bandiera) | P     | Francesco Frigerio   |
|    | Italia (bandiera) | A     | Pietro Dublino Gamba |
|    | Italia (bandiera) | A     | Luigi Gelosa         |
|    | Italia (bandiera) | C     | Mario Giannoni       |

| N. |                   | Ruolo | Calciatore        |
| -- | ----------------- | ----- | ----------------- |
|    | Italia (bandiera) | A     | Pietro Lorenzini  |
|    | Italia (bandiera) | C     | Giovanni Marchesi |
|    | Italia (bandiera) | D     | Delio Mattavelli  |
|    | Italia (bandiera) | A     | Angelo Meroni     |
|    | Italia (bandiera) | A     | Aurelio Piazza    |
|    | Italia (bandiera) | C     | Mario Riva        |
|    | Italia (bandiera) | D     | Costantino Sala   |
|    | Italia (bandiera) | A     | Domenico Torti    |
|    | Italia (bandiera) | C     | Giacomo Villa     |
|    | Italia (bandiera) | A     | Virginio Vismara  |

- Squadra riserve (Seconda Divisione gir. E Lombardia):
- Mario Losi; Mattavelli. Alessandro Banfi; Pietro Casanova, Ernesto Cattaneo, Mario Giannoni; Angelo Meroni, Biagioni (Piazza e Tommaso Carta), Umberto Sala, Aurelio Piazza (Longoni), Domenico Torti.

Impegnati al servizio militare obbligatorio: Costantino Sala e Francesco Frigerio.

## Risultati

### Girone di andata
| Arbitro: | Piccoli (Bologna) |

|             |           |  |
| Filippi 18’ | Marcatori |  |

| Arbitro: | Moretti (Genova) |

|  |           |                                |
|  | Marcatori | 32’, 60’ Rovelli 75’ Gibertoni |

| Arbitro: | Tassini (Verona) |

|  |           |            |
|  | Marcatori | 15’ Arosio |

| Arbitro: | Gianni (Lucca) |

|                                             |           |  |
| Vismara 33’, 54’ Arosio 40’, 56’ Meroni 44’ | Marcatori |  |

| Monza 20 ottobre 1935 5ª giornata | Monza            | 0 – 0 | Reggiana | Campo di via Ghilini\| Arbitro: \| Bogetti (Torino) \| |
| Arbitro:                          | Bogetti (Torino) |       |          |                                                        |

| Arbitro: | Dellarole (Vercelli) |

|                 |           |           |
| Tagliasacchi 7’ | Marcatori | 60’ Torti |

| Arbitro: | Panunzi (Roma) |

|                             |           |                          |
| Arosio 30’ Banfi 74’ (rig.) | Marcatori | 10’ Mazzoleni 32’ Minoli |

| Arbitro: | Beraldi (Oneglia) |

|                         |           |  |
| Godino 25’ Tagliani 38’ | Marcatori |  |

| Arbitro: | Melloni (Savona) |

|            |           |  |
| Arosio 46’ | Marcatori |  |

| Arbitro: | Martelli (Livorno) |

|            |           |                      |
| Scalvi 88’ | Marcatori | 40’, 46’, 73’ Arosio |

| Arbitro: | Osti (Ferrara) |

|                           |           |                       |
| Arosio 3’, 19’ Gelosa 27’ | Marcatori | 57’ Giani 72’ Zandali |

| Arbitro: | Fuhrmann (Omegna) |

|  |           |            |
|  | Marcatori | 15’ Gelosa |

| Arbitro: | Melioli (Genova) |

|                      |           |             |
| Arosio 18’ Torti 25’ | Marcatori | 73’ Stocchi |

| Arbitro: | Beraldi (Oneglia) |

|           |           |  |
| Boffi 21’ | Marcatori |  |

| Arbitro: | Tommei (Savona) |

|                             |           |           |
| Gamba 5’ Belloni 10’ (aut.) | Marcatori | 43’ Bossi |

### Girone di ritorno
| Arbitro: | Zavattaro (Monferrato) |

|                                               |           |  |
| Arosio 27’ (rig.), rig.’, 88’ Meroni 44’, 48’ | Marcatori |  |

| Arbitro: | Caprioli (Mantova) |

|                      |           |  |
| Olmi 31’ Rovelli 61’ | Marcatori |  |

| Arbitro: | Viarengo (Asti) |

|  |           |                |
|  | Marcatori | 17’, 40’ Ferrè |

| Arbitro: | De Jurco (Trieste) |

|                                            |           |                                     |
| Cappellini 9’ Dalle Vedove 36’ Buzzoni 52’ | Marcatori | 8’ Gelosa 23’, 62’Arosio 30’ Meroni |

| Arbitro: | Stecig (Fiume) |

|                   |           |  |
| Zironi 83’ (rig.) | Marcatori |  |

| Arbitro: | Goracci (Firenze) |

|                                            |           |               |
| Arosio 25’, 38’, 42’, 65’, 73’ Beretta 72’ | Marcatori | 75’ Sallustio |

| Arbitro: | Candida (Bologna) |

|          |           |            |
| Badà 40’ | Marcatori | 15’ Arosio |

| Arbitro: | Levrero (Genova) |

|                            |           |  |
| Meroni 5’, 88’ Vismara 59’ | Marcatori |  |

| Arbitro: | Morellato (Vicenza) |

|               |           |  |
| Girometta 36’ | Marcatori |  |

| Arbitro: | Beraldi (Oneglia) |

|            |           |  |
| Arosio 39’ | Marcatori |  |

| Arbitro: | Tiberio (Gorizia) |

|                         |           |  |
| Tremolada 56’, 80’, 81’ | Marcatori |  |

| Monza 19 aprile 1936 27ª giornata | Monza            | 0 – 0 | Falck | Campo di via Ghilini\| Arbitro: \| Melioli (Genova) \| |
| Arbitro:                          | Melioli (Genova) |       |       |                                                        |

| Arbitro: | Brisca (Novara) |

|                             |           |                             |
| Grandi 35’ (rig.) Paini 47’ | Marcatori | 67’ (rig.) Banfi 75’ Arosio |

| Arbitro: | Dericci (Alessandria) |

|  |           |                |
|  | Marcatori | 3’, 33’ Leveni |

| Arbitro: | Ferrari (Vicenza) |

|                                          |           |                          |
| Cerati 11’, 82’ Buschi 63’ Caldirola 89’ | Marcatori | 10’ Marchesi 87’ Vismara |

## Statistiche

### Statistiche di squadra
| Competizione | Punti | In casa | In casa | In casa | In casa | In casa | In casa | In trasferta | In trasferta | In trasferta | In trasferta | In trasferta | In trasferta | Totale | Totale | Totale | Totale | Totale | Totale | DR |
| Competizione | Punti | G       | V       | N       | P       | Gf      | Gs      | G            | V            | N            | P            | Gf           | Gs           | G      | V      | N      | P      | Gf     | Gs     | DR |
| ------------ | ----- | ------- | ------- | ------- | ------- | ------- | ------- | ------------ | ------------ | ------------ | ------------ | ------------ | ------------ | ------ | ------ | ------ | ------ | ------ | ------ | -- |
| Serie C      | 32    | 15      | 9       | 3       | 3       | 30      | 14      | 15           | 4            | 3            | 8            | 15           | 23           | 30     | 13     | 6      | 11     | 45     | 37     | +8 |
| Coppa Italia | 0     | 0       | 0       | 0       | 0       | 0       | 0       | 1            | 0            | 0            | 1            | 0            | 2            | 1      | 0      | 0      | 1      | 0      | 2      | -2 |

### Statistiche dei giocatori
| Giocatore     | Serie C  | Serie C | Coppa Italia | Coppa Italia | Totale   | Totale |
| Giocatore     | Presenze | Reti    | Presenze     | Reti         | Presenze | Reti   |
| ------------- | -------- | ------- | ------------ | ------------ | -------- | ------ |
| G. Arosio     | 30       | 24      | 1            | 0            | 31       | 24     |
| A. Banfi      | 28       | 2       | 0            | 0            | 28       | 2      |
| L. Beretta    | 8        | 1       | 1            | 0            | 9        | 1      |
| G. Bolzoni    | 15       | 0       | 1            | 0            | 16       | 0      |
| E. Cattaneo   | 12       | 0       | 0            | 0            | 12       | 0      |
| E. Colombo    | 2        | 0       | 1            | 0            | 3        | 0      |
| F. Frigerio   | 30       | -37     | 1            | -2           | 31       | -39    |
| P.D. Gamba    | 6        | 1       | 0            | 0            | 6        | 1      |
| L. Gelosa     | 17       | 3       | 1            | 0            | 18       | 3      |
| M. Giannoni   | 12       | 0       | 0            | 0            | 12       | 0      |
| P. Lorenzini  | 0        | 0       | 1            | 0            | 1        | 0      |
| G. Marchesi   | 1        | 1       | 0            | 0            | 1        | 1      |
| D. Mattavelli | 1        | 0       | 0            | 0            | 1        | 0      |
| A. Meroni     | 21       | 6       | 0            | 0            | 21       | 6      |
| A. Piazza     | 25       | 0       | 1            | 0            | 26       | 0      |
| M. Riva       | 30       | 0       | 0            | 0            | 30       | 0      |
| C. Sala       | 28       | 0       | 1            | 0            | 29       | 0      |
| D. Torti      | 11       | 2       | 0            | 0            | 11       | 2      |
| G. Villa      | 23       | 0       | 1            | 0            | 24       | 0      |
| V. Vismara    | 30       | 4       | 1            | 0            | 31       | 4      |

## Arrivi e partenze
| Acquisti | Acquisti             | Acquisti         | Acquisti      |
| -------- | -------------------- | ---------------- | ------------- |
| A        | Biagioni             | Foggia           | definitivo    |
| D        | Giovanni Bolzoni     | Pavia            | definitivo    |
| A        | Tommaso Carta        | G.R.F. Baracca   | definitivo    |
| C        | Ernesto Cattaneo     | G.R.F. Mazzorana | definitivo    |
| A        | Pietro Dublino Gamba | Grosseto         | tess.militare |
| C        | Mario Giannoni       | Saronno          | definitivo    |
| C        | Longoni              | G.R.F. Baracca   | definitivo    |
| P        | Mario Losi           | Saronno          | definitivo    |
| C        | Pietro Lorenzini     | Pro Lissone      | definitivo    |
| ?        | Delio Mattavelli     | Erminio Giana    | definitivo    |
| ?        | Luigi Pilotta        | Comense          | definitivo    |
| P        | Rinaldo Recalcati    | G.R.F. Baracca   | definitivo    |
| A        | Umberto Sala         | Pro Lissone      | definitivo    |
| A        | Domenico Torti       | Venezia          | definitivo    |

| Cessioni | Cessioni        | Cessioni | Cessioni         |
| -------- | --------------- | -------- | ---------------- |
| A        | Renzo Crespi    | ???      | definitivo       |
| P        | Antonio Micucci | ???      | definitivo       |
| A        | Enrico Pedrini  | ???      | militare a Lecco |